# Teppei Noda
Teppei Noda (japanisch 野田 鉄平; * 21. Mai 1977 in Iiyama) ist ein ehemaliger japanischer Freestyle-Skier. Er startete in den Buckelpisten-Disziplinen Moguls und Dual Moguls.

## Werdegang
Noda trat international erstmals bei den Internationalen Jugendmeisterschaften 1995 in Mount Buller in Erscheinung, wobei er die Plätze acht und drei im Moguls errang, und nahm von 1995 bis 1998 am Europacup sowie am Nor-Am-Cup teil. Erstmals im Weltcup startete er im März 1998 im Hundfjället, wobei er den 33. Platz im Dual Moguls errang. In der Saison 1998/99 sprang er im Whistler-Blackcomb mit dem zehnten Platz im Moguls erstmals im Weltcup unter den ersten Zehn und zum Saisonende auf den 20. Platz im Moguls-Weltcup. Beim Saisonhöhepunkt, den Weltmeisterschaften 1999 in Meiringen-Hasliberg, belegte er den 20. Platz im Moguls und den 17. Rang im Dual Moguls. In der folgenden Saison erreichte er im Whistler-Blackcomb mit dem fünften Platz im Dual Moguls seine beste Platzierung im Weltcup und zum Saisonende mit dem 16. Rang im Dual-Moguls-Weltcup sein bestes Gesamtergebnis. In der Saison 2000/01 kam er mit zwei Top-Zehn-Platzierungen auf den 21. Platz im Moguls-Weltcup und bei den Weltmeisterschaften 2001 in Whistler auf den 14. Platz im Moguls sowie auf den neunten Rang im Dual Moguls. Im folgenden Jahr belegte er bei den Olympischen Winterspielen 2002 in Salt Lake City den 30. Platz im Moguls-Wettbewerb und nahm in Madarao letztmals am Weltcup teil, wobei er den 36. Platz im Moguls und den 17. Platz im Dual Moguls errang.

## Erfolge

### Olympische Spiele
- 2002 Salt Lake City: 30. Platz Moguls

### Weltmeisterschaften
- 1999 Meiringen-Hasliberg: 17. Platz Dual Moguls, 20. Platz Moguls
- 2001 Whistler: 9. Platz Dual Moguls, 14. Platz Moguls

### Weltcup-Gesamtplatzierungen
Noda nahm an 33 Weltcups teil und erreichte vier Top-Zehn-Platzierungen.
| Saison    | Gesamt | Gesamt | Moguls | Moguls | Dual Moguls | Dual Moguls |
| Saison    | Punkte | Platz  | Punkte | Platz  | Punkte      | Platz       |
| --------- | ------ | ------ | ------ | ------ | ----------- | ----------- |
| 1998/99   | 38     | 40.    | 152    | 20.    | 4           | 37.         |
| 1999/2000 | 17     | 59.    | 68     | 31.    | 76          | 16.         |
| 2000/01   | 41     | 40.    | 164    | 21.    | –           | –           |
| 2001/02   | 18     | 61.    | 108    | 32.    | 8           | 35.         |